# Тридесетогодишњи рат
Тридесетогодишњи рат је трајао од 1618. до 1648. године, највећим делом на територији данашње Немачке и Чешке. У рат су биле увучене највеће европске континенталне силе. Иако је рат од самог почетка имао карактер верског сукоба протестаната и католика, ривалство Хабзбурга и других сила имало је централну улогу, што се види по уласку римокатоличке Француске у рат на протестантској страни.
Рат је заједно са пропратним ефектима глади и болести имао разарајући ефект по Европу. Рат је трајао 30 година, а конфликти изазвани тим ратом наставили су се идућих 300 година. Рат се завршио Вестфалским миром 1648. Из рата Немачка је изашла расцепкана и искрварена, а Шпанија ослабљена, без Португалије и Низоземске републике. Француска је постала доминантна сила у Европи.

## Узроци рата
Аугзбуршки мир из 1555. потврдио је резултате сталешке скупштине у Шпејеру из 1526. године, којом су окончани сукоби лутерана и католика у Немачкој. Главни принцип био је: „чија је земља, онога је и вера“ лат. cuius regio eius religio.
Важне одредбе тог уговора су следеће:
- Немачки кнежеви (њих 255) могу слободно да одаберу која од две вере (лутеранство или католицизам) ће бити службена вера њиховог подручја.
- Лутерани могу да задрже територије које су одузели католицима након мира из 1552. године
- Католички бискупи, који промене веру, морају предати своју бискупију.
- Током одређеног прелазног периода, породице имају времена да се преселе у подручје где је допуштена њихова вера. Као вере спомињу се само римокатолицизам и лутеранство.

Политичке и економске напетости расле су међу најмоћнијим нацијама Европе у раном 17. веку.
- Шпанија је била заинтересована за немачке државе, јер је држала територије Шпанске Низоземске.
- Француска је била заинтересована за немачке државе јер су биле најслабији сусед, за разлику од јаких хабзбуршких земаља, које су окруживале Француску.
- Шведска и Данска су биле заинтересоване да добију контролу над северним немачким државама, које се граниче са Балтиком.

Верске напетости су расле током друге половине 16. века. Аугсбуршки мир се није поштовао, јер поједини бискупи, који би променили веру, нису предавали своје бискупије, како су били дужни према одредбама Аугсбуршког мира. Калвинизам се ширио Немачком, постајући на тај начин трећа главна религија. Поједини римокатолички владари у Шпанији и Источној Европи настојали су да поврате стару снагу римокатолицизма.
За разлику од шпанских Хабзбурга, хабзбуршки владари немачких земаља после Карла V постали су верски толерантнији. Фердинанд I, Максимилијан II, Рудолф II и Матија су били толерантни, јер су били свесни опасности и потреса, кроз које је пролазила Енглеска кад је краљ Хенри VIII започео 1534. са политиком верске нетолеранције. Унутар Светог римског царства рат је био избегнут допуштањем различитим верама да се слободно шире. С друге стране то је узнемиравало оне, који су желели да постоји само једна вера.
Шведска и Данска као лутеранске краљевине тражиле су начина да помогну протестантима унутар Светог римског царства. 
Те напетости доводе 1606. до насиља у немачком слободном граду Донауверту. Лутеранска већина је спречила католике из швапског града да одрже процесију, па долази до насиља. То изазива интервенцију Максимилијана Баварског на страни католика. Када је престало насиље калвинисти у Немачкој су се највише осећали угрожени, па оснивају 1608. Протестантску унију, под водством Фридриха IV Палатинског, чији син Фридрих ће имати истакнуту улогу у Тридесетогодишњем рату. Фридрих IV Палатински је контролисао Рајнски Палатинат, једну од држава на Рајни, коју су желели Шпански Хабзбурзи. На оснивање Протестантске уније католици одговарају 1609. оснивањем Католичког савеза, под водством војводе Максимилијана Баварског.
Матија, који је био цар Светог римског царства и краљ Чешке умире без наследника 1619. године. Наслеђује га најближи мушки сродник, синовац Фердинанд II, који је био ватрени католик, одгајен од стране језуита, који је желео да обнови католицизам као владајућу веру. Због тога је био непопуларан у углавном хуситској Чешкој, чија побуна против Фердинанда изазива Тридесетогодишњи рат. Рат се може поделити у 4 главне фазе: 
- Чешка побуна
- Данска интервенција
- Шведска интервенција
- Француска интервенција

## Чешка побуна (1618—1625)
Пошто је цар Матија остао без мушких наследника, још током свог живота настојао је да осигура регуларно наслеђивање, тако да је захтевао да се изабере Фердинанда II за краља Краљевине Чешке и краља Угарске, још током свог живота. Протестантске вође Чешке бојале су се да ће изгубити верска права, која су добили за време цара Рудолфа II и тражили су да Фридрих V Палатински постане краљ Чешке. Међутим друге протестантске вође заузеле су сличну позицију као католици, па је Фердинанд II изабран 1617. за престолонаследника, па смрћу цара Матије постаје краљ Краљевине Чешке.
Фердинандов тврди католицизам доводи до нарушавања верских слобода оних, који нису католици. Није поштовао ни верске слободе, које је потписао цар Рудолф II, по којима су гарантоване слободе вероисповести племству и становницима градова.
Осим тога био је и апсолутиста и нарушавао је и секуларна права својих поданика. Пошто је унутар краљевства и међу племством било јако много протестаната нови краљ је постао веома непопуларан и уследила је побуна против њега.
Чешки протестанти бацају кроз прозор прашког двора Храдчана 23. маја 1618. двојицу краљевских службеника у Прагу, сматрајући их кривим за рушење две протестантске цркве код Прага. Присталице реформације потом протерале језуите и организовале своју војску. Тај догађај је познат под називом Прашка дефенестрација или друга прашка дефенестрација. Краљевски службеници нису били повређени, али та акција је представљала увреду за краља Фердинанда. Том акцијом заправо почиње побуна, која води до Тридесетогодишњег рата. 
Побуна се раширила по свим Чешким земљама. Обухватила је Чешку, Шлеску, Лужицу и Моравску. Да је чешка побуна остала локални сукоб, рат би релативно брзо завршио за мање од тридесет месеци, али смрт цара Матије охрабрује протестантске вође, које су биле већ близу споразумног решења сукоба. Слабост и Фердинанда и чешких протестаната доводи до ширења рата у Немачкој. Фердинанда II је био присиљен да зове у помоћ свог рођака краља Шпаније Филипа IV. 
Протестанти Чешке су очајно тражили савезнике против цара. Затражили су да буду примљени у Протестантску унију, коју је водио Фридрих V Палатински, један од кандидата за краља Чешке. Чеси су лажно обећавали Фридриху да ће постати постати краљ ако их прими у Протестантску унију и ако им унија пружи заштиту. Исто то су обећавали и војводи Савојском, кнезу изборнику Саксоније и кнезу Трансилваније. Изгледа да су Аустријанци пресрели та писма, која су слана из Прага, па су њиховим објављивањем дискредитирали Чешку, посебно на саксонском двору.
Чешкој се у протесту придружује и Горња Аустрија, где је било доста лутерана и калвиниста. После тога побунила се и Доња Аустрија, тако да је протестантска војска под водством грофа Турна опседала 1619. зидине Беча. У Трансилванији кнез Габријел Бетлен је повео поход на Мађарску.
Цар је пожурио и реформисао је војску. Снаге Протестантске уније, које је предводио гроф Манфред, поражене су у бици код Саблата 10. јуна 1619. године. То је одсекло грофа Турна од комуникације са Прагом, па он прекида са опсадом Беча. Поразом у бици код Саблата протестанти губе и значајног савезника, војводу од Савоја, који је био значајан противник хабзбуршке експанзије. Војвода од Савоја је слао велике суме новца протестантима и војсци. Заробљавањем документације у бици код Саблата откривена је завера војводе од Савоја, па је војвода након тога престао да помаже протестанте.
Војска грофа Турна наставила је да постоји, а Мансфелд је успио да реформише своју војску у Чешкој. Горња и Доња Аустрија су још увек биле побуњене, па су потписале савез са Чесима и 22. августа 1620. службено свргавају краља Чешке Фердинанда II, а као новог краља бирају Фридриха V Палатинског. У Мађарској се царска војска нашла у проблемима, јер су је Трансилванци протерали 1620.
Шпанија шаље цару војску из Брисела под вођством Амброзија Спиноле. Шпански амбасадор у Бечу је успео наговорити протестантску Саксонију, да интервенише против Чешке, да би као противуслугу добила Лужицу. Саксонци су напали Чешку, а шпанска армија је западном интервенцијом спречила снаге Протестантске Уније да дођу Чешкој у помоћ. Шпански амбасадор је баварском војводи понудио Палатинат у замену за његову помоћ и подршку Католичког савеза. 
Под командом Јохана Церкласа Тилија војска Католичког савеза је увела ред у Горњој Аустрији, а царска војска је победила побуњенике у Доњој Аустрији. После тога ујединиле су се царска војска и Католички савез и заједно су кренуле северно на Чешку. Фердинанд II је у бици на Бијелој Гори 8. новембра 1620. победио Фридриха V Палатинског. После тога су царски војници покорили Чешку и протерали протестанте или их присилили да постану католици. Чешка после тога постаје римокатоличка земља, а остала је под влашћу Хабзбурга 300 година после тога.
Тај пораз изазвао је распуштање Протестантске уније и уништење свих поседа Фридриха V Палатинског. Фридрих V је лишен свих својих поседа, а његове територије, као Рајнски Палатинат предани су католичком племству. Његова титула кнеза-изборника предана је Максимилијану Баварском. Иако лишен поседа Фридрих V је наставио са противцарским активностима тражећи подршку у Холандији, Данској и Шведској.
Био је то озбиљан ударац протестантизму. Побуна је сломљена, а уследила је конфискација поседа и притисак на чешко племство, све са циљем да се осигура прелазак племства на католицизам после два века хуситских и других верских разлика. Шпанци су преузели Рајнски Палатинат, а све са циљем да додатно опколе Холанђане и боље се припреме за нови рат против њих. Прва фаза рата у источној Немачкој завршила је у корист Габријела Бетлена из Трансилваније, који је миром у Николсбургу 31. децембра 1621. добио бројне територије у Угарској.
Неки историчари период од 1621. до 1625. сматрају посебном фазом рата и називају је Палатинска фаза. Пораз протестаната на Белој гори и одлазак Габријела Бетлена означио је пацификацију Чешке. Рат на западу у Палатинату састојао се од мноштва мањих битака, много мањих од оних у Чешкој и Угарској, али много више се прибегавало опсадама. Манхајм и Хајделберг су пали 1622, а Франкентал 1623. Рајнски Палатинат је пао у руке Шпанаца.
Остаци протестантске војске побегли су у Холандију предвођени Мансфелдом и Кристијаном Брунсвиком. Помогли су Холанђанима да се дигне опсада једног града, па су их Холанђани исплатили и послали да заузму оближњу источну Фризију. Мансфред је ту остао, а Христијан је отишао да помаже рођацима у доњој Саксонији, али морао је да побегне према Холандији прогоњен од Тилијеве војске. Тилијева војска их је ухватила 15 km од холандске границе и 6. августа 1623. у бици код Штатлона. У тој бици протестантска војска је претрпела катастрофалан пораз. Нестале су четири петине војске Кристијана Брунсвика, тј око 15.000 војника. У то време Фридрих V Палатински је био у Хагу и био је под притиском свог таста, енглеског краља Џејмса I да оконча рат. Није му ништа друго ни преостало. Са скршеном побуном у Чешкој дошло је до мира.

## Данска интервенција (1625—1629)
Краљ Данске Кристијан IV Дански (1577—1648) био је лутеран, а као војвода Холштајна био је и племић Светог римског царства. Помагао је лутеранске владаре доње Саксоније војском против Светог римског царства, бојећи се да би дански суверенитет као протестантске нације могао бити угрожен. Током прве фазе рата остварио је територијалне добитке у северној Немачкој. Хамбург је 1621. признао дански суверенитет, а Кристијанов син је постао бискуп Бремена.
Као владар Кристијан IV Дански се показао као јако способан владар. Данска је постала стабилна и изузетно богата. Данска је наплаћивала пролаз кроз Оресунд, а добила је и велике ратне репарације од Шведске. Баварска је била једина земља у Европи која је била толико финансијски јака као Данска. Данска је подршку за улазак у рат добила од француског кардинала Ришељеа, који је заједно са Холандијом и Енглеском обећао да ће давати финансијску помоћ против Светог римског царства. Кристијан је у доњој Саксонији сакупио 20.000 плаћеника.
Да би се одбранио од данске интервенције цар Фердинанд II позива чешког племића и војсковођу Албрехта Валенштајна, који је постао богат отимајући протестантска имања по Чешкој. Валенштајн је тражио да једино он има право да располаже благајном те војске, а да војска има право да слободно располаже ратним пленом и да слободно пљачка на заузетим територијама. На тај начин Валенштајн врло брзо ствара војску од 30.000 војника, а касније долази и до 100.000. Дански краљ није ништа знао о постојању или формирању те нове војске.
Дански краљ није имао среће са савезницима. У то време Енглеска је имала унутрашњих трзавица, у Француској је био грађански рат, Шведска је ратовала са Пољском, док Бранденбург и Саксонија нису били заинтересовани да наруше мир у источној Немачкој. Валенштајн је поразио Манселдову војску у бици на мосту Десау 1626, а генерал Тили је поразио Данце у бици код Лутера 1626. године. Мансфелд је умро у Далмацији неколико месеци после битке у којој је изгубио пола војске.
Валенштајнова војска је после тога заузела Мекленбург, Померанију и чак Јиланд. Ипак није могла да заузме данску престоницу на острву Селанд, јер за такав подухват им је била потребна јака флота, а ни Пољска ни ханзеатски градови нису допуштали градњу царске флоте на Балтику. Цар је притиснуо Штралзунд, једину луку, која је могла изградити флоту против Данаца, али цена је била превелика да би била прихватљива.
То све доводи до Споразума у Либеку 1629. по коме дански краљ Кристијан IV Дански одустаје од подршке протестантима, а цар одустаје од освајања Данске.
У том тренутку рат је био завршен, а римокатоличка страна је победила. Католички савез је наговорио цара Фердинанда II да одузме лутеранима све поседе, које су добили по Аугзбуршком миру, а који су претходно припадали римокатоличкој цркви. Цар је донео Реституцијски едикт 1629. године, по коме су католици преотели две надбискупије, 16 бискупија и стотине манастира. Фердинанд II се осећао тада моћан, јер су Мансфелд и Габријел Бетлен умрли те године. Једино се лука Штралзунд одупирала царству уз помоћ Данаца, а касније Швеђана.

## Шведска интервенција (1630—1635)
Албрехт Валенштајн је поседовао велику моћ, војску, поседе и новац. Постао је опасан. Цареви савезници су саветовали цара да га уклони док није касно. Цар Фердинанд II је отпустио Албрехта Валенштајна 1630. године. Позвао га је много касније кад су снаге Светог римског царства биле поражене у мноштву битака од шведског краља Густава II Адолфа.
Густав II Адолф је ушао у рат, као и дански краљ раније, да помогне немачке лутеране, да спречи римокатоличко ширење и да добије економски утицај на немачке државе на Балтику. Густав Адолф је био забринут због растуће снаге Светог римског царства. Као и данског краља пре њега и Швеђане финансира француски кардинал Ришеље и Холанђани. Од 1630. до 1634. успео је да поврати многобројне претходно заузете протестантске територије.
Након што је отпустио Валенштајна Фердинанд II је зависио о Католичком савезу. У бици код Брајтенфелда 1631. Густав Адолф је поразио војску Католичког савеза под командом генерала Тилија. Годину дана касније поново су се сукобили и у тој бици је убијен 1632 Јохан Тили. Започела је Шведска доминација ратиштима. Кад је започела рат Шведска је имала 42.000 војника, а 1632. је имала 149.000 војника. Војску је великим делом финансирала Француска. Многи заробљеници из битке код Брајтенфелда су били регрутовани у шведску војску.
Пошто је генерал Тили био мртав, цар Фердинанд II је поново морао да тражи помоћ од Валенштајна, кога је претходно сменио. Албрехт Валенштајн је повео велику војску јужно и почео је угрожавати линије снабдевања шведске војске. Густав Адолф је знао да се Валенштајн припрема за напад. Густав Адолф и Албрехт Валенштајн сукобили су се 1632. у бици код Лицена. Швеђани су победили, али Густав Адолф је убијен у тој бици. Без вођства Густава Адолфа током 1634. протестантске снаге су поражене у првој бици код Нердлингена.
Цар Фердинанд је сумњао у Албрехта Валенштајна током 1633. године, јер Валенштајн је покушао да премости разлике међу католицима и протестантима. Валенштајн је био љут, јер цар није хтео да повуче реституцијски едикт. Почео је припремати снаге за праведан мир у интересу уједињене Немачке. Пошто је цар сумњао да би Валенштајн могао променити страну наместио је да га ухапсе. Кад је Валенштајн приметио да је изгубио подршку војске кренуо је према Швеђанима, али је убијен у фебруару 1634. године.
После тога две стране су започеле преговоре и шведска фаза рата се завршава Прашким миром 1635, којим је:
- одложена је примена Реституцијског едикта за 40 година, а протестантским владарима је дозвољено да задрже секуларизоване бискупије које су држали 1627. То је заштитило лутеранске владаре североисточне Немачке, на рачун оних на југу и западу, којима је царска војска одузела поседе 1627. године.
- одлучено је да се формира јединствена војска од царске војске и војске немачких држава, иако су вође Саксоније и Баварске задржали независну команду над својим снагама
- забрањује се немачким кнежевима да стварају међусобне савезе или савезе са страним силама
- даје се амнестија свима који су дигли оружје против цара после 1630. године.

Тај споразум није задовољавао Француску, јер је изнова ојачавао Хабзбурге. Због тога Француска започиње последњу фазу рата.

## Шведско-француска интервенција (1636—1648)
Француска је била углавном католичка земља, а била је ривал Светом римском царству и Шпанији. Ушла је у рат на протестантској страни. Кардинал Ришеље је био први министар владе краља Луја XIII и осећао је да су Хабзбурзи још увек превише јаки и опасни, пошто држе бројне територије на француској источној граници, а имају и велики утицај у Низоземској.
Француска се зато удружује са Холанђанима и Швеђанима. Шпанија је зато напала Француску. Царски генерал Јохан фон Верт и шпански командант, кардинал Фердинанд Хабзбург, почели су са разарањима по Шампањи и Бургундији, а чак су угрозили и сам Париз током 1636. године. Међутим у бици код Компјења француска војска под вођством Бернард Сакс-Вајмара побеђује и одбацује хабзбуршку војску према граници.
Уследио је низ борби, а ниједна страна није остварила знатнију предност. Кардинал Ришеље је умро 1642. године, а краљ Луј XIII умире 1643. остављајући на трону петогодишњег сина Луја XIV. Шеф владе је био кардинал Мазарен, који је почео радити на томе да се постигне мир.
Шведски маршал Ленарт Торстенсон је 1645. победио царску војску близу Прага у бици код Јанкауа. Луј II Бурбон од Кондеа побеђује баварску војску у другој бици код Нердлингена. У тој бици је погинуо командант римокатоличких снага.
Баварска, Келн, Француска и Шведска потписују 14. марта 1647. Улмски мир. Швеђани и Французи су победили царску војску у бици код Цусмаршенхаузена и бици код Ленса. У царским рукама је после тога остала само Аустрија.

## Вестфалски мир
Француски генерал Луј II Бурбон од Кондеа победио је Шпанце у бици код Рокроа и то је довело до преговора. На преговорима су били присутни Фердинанд III, Французи, Шпанци, Холанђани, Швајцарци, Швеђани, Португалци и папини представници. Склопљен је Вестфалски мир 1648. Вестфалски мир је потписан 24. октобра 1648. између цара Фердинанда III, немачких кнежева, представника Холандије, Француске и Шведске. 
Шпански споразум, којим је завршен Осамдесетогодишњи рат потписан је 30. јануарa 1648. Уговором је призната независност Холандије и Швајцарске конфедерације.
Вестфалски споразум садржи 4 основна принципа:
- принцип суверенитета нација-држава и фундаментално право самоопредељења
- принцип правне једнакости међу нацијама-државама
- принцип обавезујућих међународних уговора међу државама, дакле везујућих уговора
- принцип неинтервенције једне државе у унутрашња питања друге државе

## Жртве и болести
Разарања током тога рата су предмет многих препирки међу историчарима. Процене да је страдало до 30% становништва Немачке сада се узимају са опрезом. Вероватније је да је страдало 15% до 20% становништва Немачке, укључујући ту заједно смрт од рата, глади и болести. Већина разарања и жртава цивила настала је због окрутности и похлепе војника плаћеничких војски. Зна се да је рат изазвао озбиљна премештања становништва и економије у централној Европи.
Од 1618. до 1648. појављивало се много више болести, него што је било уобичајено. Ширење болести је било много лакше због покрета војски и доласка војника из страних земаља и сталног померања линија бојишта. Померање цивила и пренасељеност градова у које би дошле избеглице олакшавало је избијања болести и појаве глади. Подаци о бројним епидемијама налазе се у многим локалним хроникама тога времена, уз честа, тада уобичајена, претеривања и непотпуности. 
Када су се сукобиле царска и данска војска у Саксонији и Тирингији од 1625. до 1626. дошло је до повећања инфекција и болести у том подручју. После рата Француза и Хабзбурговаца у Италији појавила се куга. Током опсаде Нирнберга 1632. и цивили и војници оболевају од тифуса. Када је царска војска прогонила поражене Швеђане 1634. било је веома много мртвих од епидемија у долини Рајне. Почетком 1634. Дрезден, Минхен и мали градићи имали су много жртава од куге. Током задње декаде рата било је много жртава епидемија, а тифус и дизентерија су попримили ендемске размере.

## Политичке последице
Као резултат рата учвршћује се немачка подела на бројне територије, од којих су све имале готово суверенитет. То је била велика слабост Светог римског царства. Тридесетогодишњи рат је преуредио претходну расподелу снага. Тај рат показује да Шпанија полако тоне војно и политички. Док је Шпанија била заузета ратом са Француском, Португалија је постала независна 1640, након 60 година под шпанском влашћу. 
Династија Браганса је постала нова португалска династија. Шпанија је била коначно присиљена да призна независност Холандије 1648, чиме је завршен и Осамдесетогодишњи рат. Са ослабљеном Шпанијом и Немачком која је била подељена и искрварена, Француска је постала доминантна сила у Европи.
Пораз Шпаније и царских снага означио је и слабљење хабзбуршке моћи, а омогућава бурбонску доминацију.
Од 1643—1645. током Тридесетогодишњег рата Шведска и Данска су ратовале током Торстенсеновог рата. Резултат тог рата и Вестфалски мир дају Шведској статус велике силе.
Вестфалским миром су успостављене фиксне територијалне границе међу државама. У претходним временима постојале су преклапајуће политичке и религиозне лојалности. По новоме одређено је да грађани најпре поштују законе својих влада, а не суседних сила, било да су оне секуларне или духовне.